# Fimleikafélag Hafnarfjarðar
Fimleikafélag Hafnarfjordur - vulgarmente conhecido como FH ou FH Hafnarfjordur - é um clube de futebol islandês da cidade de Hafnarfjördur, que participa atualmente no escalão principal do Campeonato Islandês de Futebol (Úrvalsdeild Karla).

## Títulos
- Campeonato Islandês de Futebol (Úrvalsdeild Karla) - 2004, 2005, 2006, 2008, 2009, 2012, 2015, 2016
- Copa da Islândia de Futebol (Bikarkeppni karla í knattspyrnu) - 2007, 2010
- Taça da Liga da Islândia (Deildabikar) - 2002, 2004, 2006, 2007, 2009, 2014
- Supertaça da Islândia (Meistarakeppni karla) - 2005, 2007, 2009, 2010, 2011, 2013

## Artilheiros
- Steven Lennon
- Kristján Flóki Finnbogason

## Encontros com clubes portugueses
- 2011 - Nacional (Madeira)
- 2017 - SC Braga